# Mežyrič
Mežyrič (in ucraino Межиріч?) è un villaggio (selo) dell'Ucraina centrale. Situato nel distretto di Čerkasy, nell'oblast' di Čerkasy, dista approssimativamente 22 km da Kaniv, non lontano dalla confluenza tra il fiume Rosava e il Ros'.

## Ritrovamenti preistorici
Nel 1965 un contadino, compiendo degli scavi per espandere la propria cantina, portò alla luce la parte inferiore dell'osso mascellare di un mammut. Successive ricerche rivelarono la presenza di 4 capanne costruite con 149 ossi di mammut. Questi edifici, datati più di 15.000 anni, sono ritenuti tra i più antichi ripari costruiti da uomini preistorici. 
Nel sito furono poi trovati:
- una mappa incisa su di un osso, presumibilmente raffigurante l'area intorno  alla colonia;
- resti di un "tamburo", fatto con la pelle di un mammut colorata con punti e linee ocra;
- ornamenti d'ambra e conchiglie fossili.